# Karl Stettler-von Rodt

Karl Stettler-von Rodt

Gabriel Karl Stettler-von Rodt (* 20. August 1802 in Bern; † 30. Dezember 1870 ebenda) war ein Berner Patrizier, Mitbegründer und langjähriger Vorsitzender der Evangelischen Gesellschaft in Bern.

## Leben
Karl ist ein Sohn des Niklaus Rudolf Stettler, eines Negotianten in Winterthur, und der Catherina geborene Troll. Er wurde am 15. September 1802 in Bern getauft. Er studierte in Göttingen. Als Berner Patrizier aus der Familie Stettler, die ein Gut im Quartier Obstberg besass, hatte er in der Restaurationszeit eine Karriere als Beamter angestrebt. 1825 wurde er Standesbuchhalter in Bern, 1826 bis 1831 Kommissionsschreiber. Seine Pläne wurden jedoch durch die politischen Umbrüche im Gefolge der Julirevolution vom 1830 zunichtegemacht. Nachdem der Adel mit der am 31. Juli 1831 angenommenen Verfassung endgültig entmachtet worden war, und im Kanton Bern die liberale Regenerationszeit begann, widmete er seine ganze Kraft der am 3. September 1831 gegründeten Evangelischen Gesellschaft. Niklaus Emanuel Friedrich von Goumoëns (1790–1832), Beat Rudolf von Lerber (1788–1849) waren die wichtigsten Gründerfiguren. Er präsidierte deren Komitee von Anfang 1831 bis 1868, mit einem Unterbruch in einer Krise Ende der 1830er Jahre. Zudem war er ein Freund der Christentumsgesellschaft.

## Familie
In Stettlen heiratete am 12. April 1830 Karl Stettler Elisabetha Rosina Mathilde von Rodt (1809), eine Tochter des Bernhard Emanuel von Rodt. Sie hatten zusammen vier Kinder:
- Karl Emanuel Adolf Stettler (1831–? in den USA).
- Karl Rudolf Stettler (1832–1855 in Neapel), Offizier in neapolitanischen Diensten.
- Maria Mathilde Stettler (1836–1903).
- Albertine Elisabeth Stettler (1838–1910), verheiratet mit Bernhard Rudolf von Wattenwyl.[5]

Karl Stettler−von Rodt ist nicht zu verwechseln mit seinem Schwager Karl von Rodt (1805–1861), dem Gründer der Freien Evangelischen Gemeinde in Bern.